# Carrucola

Carrucola in legno con puleggia in metallo, utilizzata per facilitare l'operazione di sollevamento dei maiali dopo l'uccisione

La carrucola è una macchina semplice adatta al sollevamento di carichi, costituita da una puleggia, funi (o cinghie) e cavi.
Nel lessico nautico viene chiamata bozzello.

## Tipi di carrucole

### Carrucola fissa
La carrucola fissa non si può considerare come una leva vera e propria, anche se possiede caratteristiche molto simili. Essa è conosciuta anche come macchina di Atwood.
Nella carrucola fissa, l'asse della puleggia è fissa, e la ruota ha una sola funzione cioè quella di deviare la forza applicata ad un'estremità della fune. Il guadagno meccanico, se fosse nullo l'attrito nei perni e nella rigidità della fune, sarebbe pari ad uno (F = m).
In pratica il rapporto F/m è invece sempre superiore a 1 e deriva dal rendimento della carrucola (che è sempre minore di uno) e cioè:
{\displaystyle {\begin{aligned}F&=\eta _{c}\cdot m\\\eta _{c}&=1+\mu {\frac {d_{f}}{D}}+2\mu _{p}{\frac {d}{D}}\end{aligned}}}
dove:
ηc è il reciproco del rendimento della carrucola
(1 + 2μp d / D) è il reciproco del rendimento del perno (coppia rotoidale)
μ = coefficiente d'attrito della fune
μp è il coefficiente d'attrito del perno
D = diametro della carrucola
d = diametro del perno
D e d, nel dimensionare la carrucola dipendono da df, il diametro della fune, perciò in pratica ηc si fa dipendere da df.

### Carrucola mobile
In questa categoria rientrano le carrucole nelle quali l'asse della puleggia è mobile solitamente e solidalmente con il carico sollevato. È una leva di 2° genere.

### Carrucola composta
Una carrucola composta è un insieme di due o più carrucole fisse e mobili
I sistemi di carrucole multiple sono anche detti paranchi.
Questa macchina semplice è usata fin dai tempi antichi per amplificare enormemente la forza umana, per sollevare elementi architettonici, colonne, obelischi, trascinare blocchi di marmo, tirare navi in secca ecc...